# Бакаєв Олександр Олександрович
Олександр Олександрович Бакаєв (11 квітня 1927, Миколаїв — 28 листопада 2009, Київ) — український науковець-економіст, фахівець з економічної кібернетики, академік АН УРСР (з 18 травня 1990 року).

## Біографія
Народився 11 квітня 1927 року в Миколаєві. Здобув освіту спочатку в Челябінському технікумі залізничного транспорту, а потім — у Всесоюзному заочному інституті інженерів залізничного транспорту. Член ВКП (б) з 1949 року. 
Упродовж 1962—1963 років навчався в аспірантурі Інституту кібернетики АН УРСР. Більше 30 років був завідувачем відділу цього інституту. Від 1997 року очолював відділ Міжнародного науково-навчального центру інформаційних технологій та систем НАН України та МОН України.
Близько 30 років був заступником голови вчених рад із захисту докторських дисертацій з економічних наук в Інституті кібернетики імені В. М. Глушкова НАН України та головою спеціалізованої вченої ради із захисту на здобуття наукового ступеня кандидата економічних наук у Міжнародному науково-навчальному центрі інформаційних технологій та систем НАН України та МОНУ та членом спеціалізованої вченої ради з присудження наукового ступеня кандидата наук у Київському університеті економіки та технологій транспорту.

Могила Олександра Бакаєва

Помер на 83-му році життя 28 листопада 2009 року. Похований в Києві на Байковому кладовищі (ділянка № 33, 50°25′8.55″ пн. ш. 30°30′10.52″ сх. д. / 50.4190417° пн. ш. 30.5029222° сх. д.).
Син — економіст-міжнародник, фахівець з економічної кібернетики, доктор економічних наук Леонід Бакаєв (1950—2023).

## Наукова діяльність
Основні напрями наукової діяльності — розробка методологічних засад та створення економіко-математичних моделей розвитку і функціонування складних систем різного рівня ієрархії та призначення; визначення методологічних підходів до моделювання економіки України з урахуванням чинників, що сприяють економічному зростанню; створення інформаційних технологій оцінки структурних змін у різних галузях економіки.
Автор понад 250 наукових праць, зокрема 23 монографій, серед яких:
- «Мікроекономічне моделювання та інформаційні технології»;
- «Международные транспортные коридоры Украины: сети и моделирование»;
- «Макроеконометричне моделювання економічного розвитку України»;
- «Теоретичні засади логістики»;
- «Економіко-математичні моделі економічного зростання», написані у співавторстві.

Підготував 22 доктора та майже 90 кандидатів наук.
Входив до складу редколегій таких фахових наукових часописів, як «Економіка і прогнозування», «Економіка промисловості», «Регіональна економіка», «Управляющие машины и системы», «Залізничний транспорт України», «Судоходство», «Економічна кібернетика».
Під керівництвом Олександра Олександровича проводилась координаційна робота із впровадження економіко-математичних методів, моделей та інформаційних технологій у розвиток та функціонування окремих складових економіки України, результатом чого була підготовка, редагування та видання збірників наукових праць «Економіко-математичне моделювання соціально-економічних систем» та «Автоматизовані системи управління і нові інформаційні технології».

## Відзнаки
Нагороджений орденом Трудового Червоного Прапора, почесною грамотою Президії ВР УРСР. Заслужений діяч науки і техніки України.
Лауреат Державної премії УРСР, Державної премії України в галузі науки і техніки, Державної премії СРСР, премії Ради Міністрів СРСР, премії імені О. Г. Шліхтера Аграрної академії наук УРСР, лауреат премії Премії НАН України імені В. С. Михалєвича (2006).